# Hantumeruitburen
Hantumeruitburen (Fries, officieel: Hantumerútbuorren, [hɔntəmər’üdbṷorn]) is een buurtschap en woonplaats in de gemeente Noardeast-Fryslân, in de Nederlandse provincie Friesland. Hantumeruitburen ligt ten noorden van Dokkum, tussen Hantum en Niawier. In 2023 telde het dorp 65 inwoners.
Hantumeruitburen heeft geen bebouwde kom, maar bestaat uit een aantal verspreid gelegen huizen en boerderijen. Ondanks het feit dat Hantumeruitburen geen dorp is, is de plaats volgens het CBS een aparte woonplaats met een eigen postcodegebied. De plaats heeft witte plaatsnaamborden. De terp Rhoderterp is onderdeel van het dorp, ondanks dat de terp niet direct over land met het dorp is verbonden.
De dorpen Hiaure, Hantum, Hantumeruitburen en Hantumhuizen worden samen ook wel de 4H-dorpen genoemd en vormen een gezamenlijke gemeenschap.

## Geschiedenis
Net als Hantumhuizen ontwikkelde Hantumeruitburen zich in de middeleeuwen. De naam duidt op een gemeenschap horend bij Hantum, maar buiten het dorp. Hantumeruitburen is ontstaan op een terp genaamd Bierum tussen Hantum en Niawier/Wetsens. Deze terp werd in de 16e eeuw vermeld als Berum en Birem en in 1664 als Bierum. Deze naam is een meervoud van het Oudfriese woord bêre, dat huis of schuur betekent. Andere terpen en streken die het latere Hantumeruitburen vormen zijn Rhoderterp, Miedend, Germerhuysen en Nijehuis.
De tegenwoordige Staat van Friesland uit 1786 meldt dat de streek gezamenlijk 13 stemgerechtigde plaatsen had voor de grietenij. Maar het had geen kerk of school, waardoor het niet als dorp werd gezien. Dat veranderde pas in de loop van de 20ste eeuw. 
Tot 1984 behoorde Hantumeruitburen tot de gemeente Westdongeradeel. Daarna tot 2019 in de gemeente Dongeradeel, waarna deze opging in de nieuwe gemeente Noardeast-Fryslân.

## Terpen
De terp van Bierum en de Rhoderterp of Rhooderterp zijn beide aangewezen als rijksmonument en zijn ook de enige rijksmonumenten van Hantumeruitburen. De terpen zijn beide van rond het begin van de christelijke jaartelling. Het dorp kent verder meerdere huisterpen.

## Sport
In Hantumeruitburen zijn geen sportverenigingen. Bewoners zijn aangewezen op een van de 4H-dorpen.

## Cultuur
Het dorpshuis van de 4H-dorpen staat in Hantum en heet d'Ald Skoalle. Hier is een toneelvereniging It Hantumer Ploechje en een gezamenlijke zangkoor SOS Gelegenheidskoar Rûm Sop.

## Onderwijs
Het dorp is net als de andere 4H-dorpen voor het onderwijs aangewezen op de basisschool de Fjouwerhoeke in de buurtschap Hantumerhoek.
Steden, dorpen en gehuchten: Aalsum · Anjum · Augsbuurt · Birdaard · Blija · Bornwird · Brantgum · Burum · Dokkum · Ee · Engwierum · Ferwerd · Foudgum · Genum · Hallum · Hantum · Hantumeruitburen · Hantumhuizen · Hiaure · Hogebeintum · Holwerd · Janum · Jislum · Jouswier · Kollum · Kollumerpomp · Kollumerzwaag · Lichtaard · Lioessens · Marrum · Metslawier · Munnekezijl · Moddergat · Morra · Nes · Niawier · Oosternijkerk · Oostmahorn · Oostrum · Oudwoude · Paesens · Raard · Reitsum · Ternaard · Triemen · Veenklooster · Waaxens · Wanswerd · Warfstermolen · Westergeest · Wetsens · Wierum · Zwagerbosch

Buurtschappen: Abbewier · Bartlehiem (deels) · Beintemahuis · Betterwird · Bollingawier · Bonte Hond · Bornwirdhuizen · Boteburen · Brandeburen · De Dellen · De Keegen · De Kolk · De Leegte · De Rijp · De Wirden · De Schans · Dijkshorne · Dokkumer Nieuwe Zijlen · Drieboerehuizen · Ezumazijl · Groot Medhuizen · Halfweg · Hallumerhoek · Hanenburg · Hantumerhoek · Huis ter Noord · Kettingwier · Klein Medhuizen · Kletterbuurt · Kollumeroudzijl · Krabburen · Laagland · Lutkewier · Molenbuurt · Nieuwland · Oudeterp · Oudwouderzijlen · Reidswal · Scharnehuizen · Stiem · Teerd · Teijeburen · Tergracht (deels) · Ter Lune · Tibma · Tilburen · Tiltjeburen · Vaardeburen · Veldburen · Vijfhuizen (Hallum) · Vijfhuizen (Ternaard) · Visbuurt · Weerdeburen · Westerburen · Westernijkerk · Wie · Wijgeest · Zevenhuizen

Streken: 't Schoor · Galilea · It Paradyske · Lutkelaard · Sibrandahuis · Steenharst · Steenvak · Wildpad (deels) · Zandbulten · Zwagerveen

Friesland: Steden en dorpen      Nederland: Provincies · Gemeenten